# Klasyfikacja medalowa Zimowych Igrzysk Olimpijskich 1956
     zdobywcy co najmniej jednego złotego medalu
     zdobywcy co najmniej jednego srebrnego medalu
     zdobywcy co najmniej jednego brązowego medalu
     państwa bez medalu
     państwa nieuczestniczące w igrzyskach

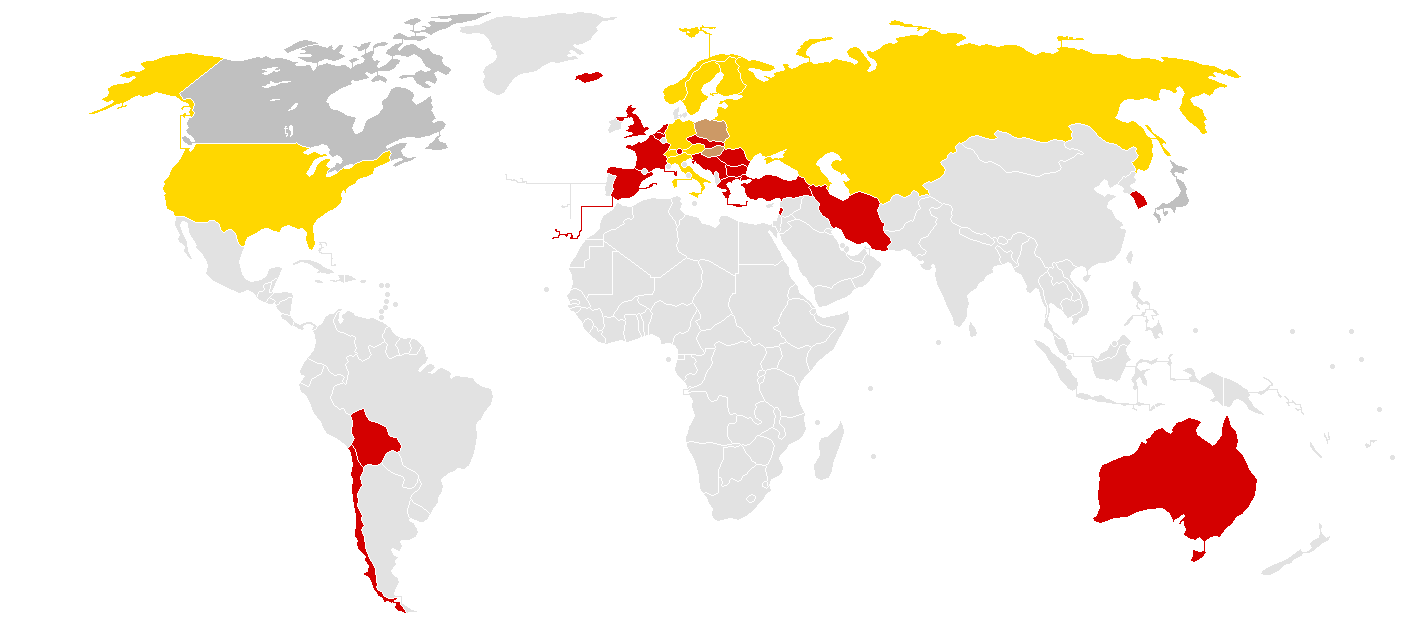
Państwa uczestniczące w Zimowych Igrzyskach Olimpijskich 1956
zdobywcy co najmniej jednego złotego medalu
zdobywcy co najmniej jednego srebrnego medalu
zdobywcy co najmniej jednego brązowego medalu
państwa bez medalu
państwa nieuczestniczące w igrzyskach

Klasyfikacja medalowa Zimowych Igrzysk Olimpijskich 1956 – zestawienie państw, reprezentowanych przez narodowe komitety olimpijskie, uszeregowanych pod względem liczby zdobytych medali na VII Zimowych Igrzyskach Olimpijskich w 1956 roku w Cortinie d’Ampezzo.
W trakcie igrzysk przeprowadzono 24 konkurencje w ośmiu dyscyplinach sportowych. W porównaniu do poprzednich zimowych igrzysk, które odbyły się w Oslo, do kalendarza włączono dwie nowe konkurencje biegowe – sztafetę kobiet 3 × 5 km oraz bieg mężczyzn na 30 km. Ponadto z 18 do 15 km skrócono dystans biegów rozgrywanych w biegach narciarskich i dwuboju klasycznym mężczyzn.
W igrzyskach wzięło udział 821 sportowców (689 mężczyzn i 132 kobiety) startujących w barwach 32 narodowych reprezentacji. Pod względem liczby uczestników i liczby państw, a także pod względem liczby rozgrywanych konkurencji, igrzyska te były rekordowymi, biorąc pod uwagę wszystkie ubiegłe edycje zimowych igrzysk olimpijskich. Dla trzech reprezentacji – Boliwii, Iranu i Związku Socjalistycznych Republik Radzieckich – udział w igrzyskach był debiutem w zimowych edycjach igrzysk olimpijskich.
Medale zdobyli reprezentanci trzynastu państw, z czego wynika, że dziewiętnaście państw wyjechało z igrzysk bez medalu. Najliczniejszy dorobek medalowy osiągnęli zawodnicy ze Związku Radzieckiego, którzy wywalczyli łącznie 16 medali – 7 złotych, 3 srebrne i 6 brązowych. Był to drugi występ olimpijski reprezentacji ZSRR po Letnich Igrzyskach Olimpijskich 1952 w Helsinkach i pierwszy zakończony zwycięstwem w klasyfikacji medalowej.
Pierwszym w historii medalistą zimowych igrzysk dla ZSRR został Pawieł Kołczin, zdobywając brąz w biegu narciarskim na 30 km. Z kolei pierwsze złoto dla tego kraju zdobyła Lubow Kozyriewa w biegu na 10 km. Podczas igrzysk w 1956 roku pierwsze medale ZIO dla swoich państw zdobyli także reprezentanci Japonii i Polski. Pierwszym japońskim medalistą został Chiharu Igaya – wicemistrz olimpijski w alpejskim slalomie, natomiast dla Polski pierwszy medal wywalczył Franciszek Gąsienica Groń – brązowy medalista w konkursie indywidualnym w kombinacji norweskiej.
Występ reprezentantów Austrii w Cortinie d’Ampezzo był ich najlepszym z dotychczasowych startów w zimowych edycjach igrzysk olimpijskich i zarazem najlepszym występem olimpijskim od Letnich Igrzysk Olimpijskich 1936, wliczając w to także letnie starty. Reprezentanci Szwecji odnotowali najlepszy od 1948 roku występ w zimowych igrzyskach olimpijskich biorąc pod uwagę liczbę złotych, jak i sumę wszystkich zdobytych medali. Z kolei dla Węgrów był to piąty z rzędu zimowy start olimpijski zakończony z dorobkiem medalowym.
Występ w Cortinie d’Ampezzo był pierwszym w historii startem olimpijskim sportowców z Francji, podczas którego nie zdobyli oni ani jednego medalu. Reprezentanci Norwegii również zaliczyli w 1956 roku najsłabszy rezultat medalowy w historii ich startów w zimowych igrzyskach olimpijskich. Był to jednocześnie ich najsłabszy występ olimpijski od Letnich Igrzysk Olimpijskich 1948 pod względem liczby złotych medali i od Letnich Igrzysk Olimpijskich 1932 pod względem sumy zdobytych medali wszystkich kruszców. Norwegowie po raz pierwszy od początku rozgrywania zimowych igrzysk nie zdobyli złotego medalu w skokach narciarskich, a nawet nie stanęli na podium olimpijskim w tej dyscyplinie. Najsłabszy wynik medalowy na igrzyskach olimpijskich, biorąc pod uwagę złote medale i łączną sumę, od zimowych igrzysk w 1936 roku osiągnęli też reprezentanci Stanów Zjednoczonych. Z kolei sportowcy z Kanady po raz pierwszy od letnich igrzysk w 1948 roku nie zdobyli ani jednego złota olimpijskiego. Był to zarazem ich pierwszy od 1936 roku zimowy start bez złotego medalu. Kanadyjczycy po raz drugi w historii nie zwyciężyli w turnieju olimpijskim w hokeju na lodzie i po raz pierwszy zdobyli w tym turnieju tylko brązowy medal.
W porównaniu do igrzysk w 1952 roku w Oslo, medali w Cortinie d’Ampezzo nie wywalczyli reprezentanci Francji, Holandii i Wielkiej Brytanii.
Przeprowadzone konkurencje wyłoniły 131 medalistów, spośród których 14 zdobyło więcej niż jeden medal. Ośmioro sportowców zdobyło więcej niż jeden medal, w tym przynajmniej jedno złoto. Najbardziej utytułowanym zawodnikiem igrzysk został Austriak Toni Sailer, który zdobył trzy tytuły mistrza olimpijskiego, zwyciężając we wszystkich trzech konkurencjach w narciarstwie alpejskim mężczyzn. Czterokrotnie na podium olimpijskim w biegach narciarskich stanął Szwed Sixten Jernberg, jednak w jego dorobku znalazł się tylko jeden złoty medal. Po trzy medale wywalczyli także dwaj inni biegacze – Veikko Hakulinen i Pawieł Kołczin.

## Klasyfikacja państw
Poniższa tabela przedstawia klasyfikację medalową państw, które zdobyły medale na Zimowych Igrzyskach Olimpijskich 1956 w Cortinie d’Ampezzo, sporządzoną na podstawie oficjalnych raportów Międzynarodowego Komitetu Olimpijskiego. Klasyfikacja posortowana jest najpierw według liczby osiągniętych medali złotych, następnie srebrnych, a na końcu brązowych. W przypadku, gdy dwa kraje zdobyły tę samą liczbę medali wszystkich kolorów, o kolejności zdecydował porządek alfabetyczny.
| Miejsce | Państwo    | Złoto | Srebro | Brąz | Razem |
| ------- | ---------- | ----- | ------ | ---- | ----- |
| 1.      | ZSRR       | 7     | 3      | 6    | 16    |
| 2.      | Austria    | 4     | 3      | 4    | 11    |
| 3.      | Finlandia  | 3     | 3      | 1    | 7     |
| 4.      | Szwajcaria | 3     | 2      | 1    | 6     |
| 5.      | Szwecja    | 2     | 4      | 4    | 10    |
| 6.      | USA        | 2     | 3      | 2    | 7     |
| 7.      | Norwegia   | 2     | 1      | 1    | 4     |
| 8.      | Włochy     | 1     | 2      | –    | 3     |
| 9.      | Niemcy     | 1     | –      | 1    | 2     |
| 10.     | Kanada     | –     | 1      | 2    | 3     |
| 11.     | Japonia    | –     | 1      | –    | 1     |
| 12.     | Polska     | –     | –      | 1    | 1     |
| 12.     | Węgry      | –     | –      | 1    | 1     |
| Razem   | Razem      | 25    | 23     | 24   | 72    |

## Klasyfikacje według dyscyplin

### Biegi narciarskie
W kalendarzu igrzysk w Cortinie d’Ampezzo nastąpiły trzy zmiany w konkurencjach biegowych w porównaniu do igrzysk w Oslo. Dotychczasowy bieg na dystansie 18 km został skrócony do 15 km, dodatkowo po raz pierwszy przeprowadzono rywalizację olimpijską w sztafetach kobiet i w biegu indywidualnym mężczyzn na 30 km. W konkurencjach biegowych w 1956 roku przyznano łącznie sześć kompletów medali olimpijskich – cztery wśród mężczyzn i dwa wśród kobiet. Zawody olimpijskie w biegach narciarskich wchodziły jednocześnie w skład 21. edycji mistrzostw świata w narciarstwie klasycznym.
Na podium olimpijskim stanęli reprezentanci czterech państw – Norwegii, Szwecji, Finlandii i ZSRR. Najbardziej utytułowanym zawodnikiem został Sixten Jernberg, który jako jedyny zdobył medal w czterech konkurencjach. Szwed zakończył igrzyska z dorobkiem złotego, dwóch srebrnych i brązowego medalu. Multimedalistami zostali także: Veikko Hakulinen (złoto i dwa razy srebro), Lubow Kozyriewa (złoto i srebro), Pawieł Kołczin (złoto i dwa razy brąz), Fiodor Tierientjew (złoto i brąz), Radja Jeroszyna (dwa razy srebro) i Sonja Edström (dwa razy brąz).
Brązowy medal Pawła Kołczina w biegu na 30 km mężczyzn był pierwszym medalem zimowych igrzysk olimpijskich dla ZSRR, z kolei złoto Lubow Kozyriewej w biegu kobiet na 10 km było pierwszym złotym medalem ZIO dla tego kraju.
| Miejsce | Państwo   | Złoto | Srebro | Brąz | Razem |
| ------- | --------- | ----- | ------ | ---- | ----- |
| 1.      | ZSRR      | 2     | 2      | 3    | 7     |
| 2.      | Finlandia | 2     | 2      | –    | 4     |
| 3.      | Szwecja   | 1     | 2      | 3    | 6     |
| 4.      | Norwegia  | 1     | –      | –    | 1     |
| Razem   | Razem     | 6     | 6      | 6    | 18    |

### Bobsleje
Podczas igrzysk w 1956 roku niezmienny pozostał program zawodów bobslejowych, który składał się z dwóch konkurencji mężczyzn – dwójek i czwórek.
Medale zdobyli reprezentanci trzech państw – Włoch, Szwajcarii i Stanów Zjednoczonych. Multimedalistami, z dorobkiem dwóch srebrnych medali, zostali Renzo Alverà i Eugenio Monti. Bobsleiści ze Stanów Zjednoczonych po raz pierwszy od czasu rozgrywania dwójek na igrzyskach olimpijskich nie zdobyli w tej konkurencji medalu.
| Miejsce | Państwo    | Złoto | Srebro | Brąz | Razem |
| ------- | ---------- | ----- | ------ | ---- | ----- |
| 1.      | Włochy     | 1     | 2      | –    | 3     |
| 2.      | Szwajcaria | 1     | –      | 1    | 2     |
| 3.      | USA        | –     | –      | 1    | 1     |
| Razem   | Razem      | 2     | 2      | 2    | 6     |

### Hokej na lodzie
W turnieju hokeja na lodzie mężczyzn na igrzyskach w Cortinie d’Ampezzo zwyciężyła reprezentacja Związku Radzieckiego, drugie miejsce zajęła reprezentacja Stanów Zjednoczonych, a trzecie – Kanady. Był to pierwszy medal olimpijski w hokeju wywalczony przez drużynę ZSRR. Jednocześnie po raz drugi w historii, po zwycięstwie Brytyjczyków w 1936 roku, triumfu w turnieju nie odnieśli Kanadyjczycy.
| Miejsce | Państwo | Złoto | Srebro | Brąz | Razem |
| ------- | ------- | ----- | ------ | ---- | ----- |
| 1.      | ZSRR    | 1     | –      | –    | 1     |
| 2.      | USA     | –     | 1      | –    | 1     |
| 3.      | Kanada  | –     | –      | 1    | 1     |
| Razem   | Razem   | 1     | 1      | 1    | 3     |

### Kombinacja norweska
Niezmiennie od igrzysk w Oslo, w Cortinie d’Ampezzo rozegrano jedną konkurencję w kombinacji norweskiej – zawody indywidualne. Dystans biegu został skrócony z 18 do 15 km. Zawody olimpijskie w kombinacji norweskiej wchodziły jednocześnie w skład 21. edycji mistrzostw świata w narciarstwie klasycznym.
Zwycięzcą zawodów został Sverre Stenersen, drugie miejsce zajął Bengt Eriksson, a trzeci był Franciszek Gąsienica Groń. Brązowy medal Gąsienicy Gronia był pierwszym medalem zimowych igrzysk olimpijskich wywalczonym dla Polski.
| Miejsce | Państwo  | Złoto | Srebro | Brąz | Razem |
| ------- | -------- | ----- | ------ | ---- | ----- |
| 1.      | Norwegia | 1     | –      | –    | 1     |
| 2.      | Szwecja  | –     | 1      | –    | 1     |
| 3.      | Polska   | –     | –      | 1    | 1     |
| Razem   | Razem    | 1     | 1      | 1    | 3     |

### Łyżwiarstwo figurowe
Niezmienny od poprzednich igrzysk pozostał program zawodów w łyżwiarstwie figurowym, składał się z trzech konkurencji – konkursów solistów, solistek i par sportowych.
Żaden z zawodników nie zdobył więcej niż jednego medalu. Rywalizację solistów i solistek zdominowali łyżwiarze ze Stanów Zjednoczonych – zdobyli wszystkie medale w konkursie mężczyzn oraz złoto i srebro w konkursie kobiet. Ponadto medalistami zostali sportowcy z trzech państw – Austrii, Kanady i Węgier.
| Miejsce | Państwo | Złoto | Srebro | Brąz | Razem |
| ------- | ------- | ----- | ------ | ---- | ----- |
| 1.      | USA     | 2     | 2      | 1    | 5     |
| 2.      | Austria | 1     | –      | 1    | 2     |
| 3.      | Kanada  | –     | 1      | –    | 1     |
| 4.      | Węgry   | –     | –      | 1    | 1     |
| Razem   | Razem   | 3     | 3      | 3    | 9     |

### Łyżwiarstwo szybkie
Tak samo jak na igrzyskach w Oslo, w Cortinie d’Ampezzo rozegrano cztery konkurencje w łyżwiarstwie szybkim – biegi mężczyzn na 500, 1500, 5000 i 10 000 metrów. Rywalizację zdominowali panczeniści z ZSRR, którzy zdobyli siedem medali, w tym cztery złote.
W biegu na 1500 metrów pierwsze miejsce ex aequo zajęli Jewgienij Griszyn i Jurij Michajłow, wobec czego przyznano dwa złote medale. Griszyn i Michajłow ustanowili nowy rekord świata w tym biegu, uzyskując czas 2:08,6. Griszyn wyrównał również rekord w biegu na 500 metrów z czasem 40,2 sekundy. Ponadto w biegach na długich dystansach sześciokrotnie poprawiane były rekordy olimpijskie.
Najbardziej utytułowanym zawodnikiem igrzysk został Jewgienij Griszyn z dorobkiem dwóch złotych medali. Poza nim po dwa medale zdobyli Sigvard Ericsson (złoty i srebrny) oraz Oleg Gonczarienko (dwa brązowe).
| Miejsce | Państwo   | Złoto | Srebro | Brąz | Razem |
| ------- | --------- | ----- | ------ | ---- | ----- |
| 1.      | ZSRR      | 4     | 1      | 2    | 7     |
| 2.      | Szwecja   | 1     | 1      | –    | 2     |
| 3.      | Norwegia  | –     | 1      | 1    | 2     |
| 4.      | Finlandia | –     | –      | 1    | 1     |
| Razem   | Razem     | 5     | 3      | 4    | 12    |

### Narciarstwo alpejskie
Konkurencje alpejskie rozgrywane podczas igrzysk w 1956 roku były takie same jak podczas poprzednich igrzysk – przeprowadzono zjazd, slalom i slalom gigant wśród kobiet i mężczyzn. Zawody olimpijskie były jednocześnie 14. edycją mistrzostw świata w narciarstwie alpejskim.
Rywalizację mężczyzn zdominował Austriak Toni Sailer. Jako pierwszy w historii wygrał wszystkie konkurencje alpejskie i zdobył trzy złote medale podczas jednych igrzysk olimpijskich. Multimedalistą został również jego rodak, Andreas Molterer z dorobkiem jednego srebrnego i jednego brązowego medalu. W rywalizacji kobiet żadna zawodniczka nie zdobyła więcej niż jednego medalu. We wszystkich sześciu konkurencjach najwięcej medali zdobyli Austriacy – 9 na 18 możliwych. Cztery medale wywalczyli Szwajcarzy, a po jednym przedstawiciele Niemiec, Japonii, Szwecji, Kanady i ZSRR.
Wicemistrz olimpijski w slalomie, Chiharu Igaya, został pierwszym w historii japońskim medalistą zimowych igrzysk olimpijskich.
| Miejsce | Państwo    | Złoto | Srebro | Brąz | Razem |
| ------- | ---------- | ----- | ------ | ---- | ----- |
| 1.      | Austria    | 3     | 3      | 3    | 9     |
| 2.      | Szwajcaria | 2     | 2      | –    | 4     |
| 3.      | Niemcy     | 1     | –      | –    | 1     |
| 4.      | Japonia    | –     | 1      | –    | 1     |
| 5.      | Kanada     | –     | –      | 1    | 1     |
| 5.      | Szwecja    | –     | –      | 1    | 1     |
| 5.      | ZSRR       | –     | –      | 1    | 1     |
| Razem   | Razem      | 6     | 6      | 6    | 18    |

### Skoki narciarskie
Rywalizacja skoczków narciarskich na igrzyskach w 1956 roku składała się z jednego konkursu indywidualnego, tak samo jak cztery lata wcześniej. Zawody olimpijskie w skokach narciarskich wchodziły jednocześnie w skład 21. edycji mistrzostw świata w narciarstwie klasycznym.
Na poprzednich sześciu igrzyskach, czyli od początku rozgrywania zimowych igrzysk olimpijskich, złote medale w konkursie skoków zdobywali reprezentanci Norwegii. W Cortin d’Ampezzo najwyżej sklasyfikowany z Norwegów zajął dziewiąte miejsce. Pierwszym mistrzem olimpijskim spoza Norwegii został tym samym Antti Hyvärinen, srebrny medal zdobył Aulis Kallakorpi, a brązowy Harry Glaß.
| Miejsce | Państwo   | Złoto | Srebro | Brąz | Razem |
| ------- | --------- | ----- | ------ | ---- | ----- |
| 1.      | Finlandia | 1     | 1      | –    | 2     |
| 2.      | Niemcy    | –     | –      | 1    | 1     |
| Razem   | Razem     | 1     | 1      | 1    | 3     |

## Multimedaliści
Czternaścioro sportowców zdobyło w Cortinie d’Ampezzo więcej niż jeden medal, a ośmioro spośród nich wywalczyło przynajmniej jedno złoto. Najwięcej – czworo – multimedalistów startowało w barwach Związku Radzieckiego. Pięcioro z multimedalistów stawało na podium olimpijskim w biegach narciarskich, dwóch w łyżwiarstwie szybkim, a jeden w narciarstwie alpejskim.
Najwięcej medali – cztery – zdobył reprezentant Szwecji w biegach narciarskich, Sixten Jernberg. Zdobył on jeden złoty, dwa srebrne i jeden brązowy medal. Najbardziej utytułowanym zawodnikiem, z dorobkiem trzech złotych medali, został natomiast austriacki alpejczyk, Toni Sailer.
Poniższa tabela przedstawia indywidualne zestawienie multimedalistów Zimowych Igrzysk Olimpijskich 1956, czyli zawodników i zawodniczek, którzy zdobyli więcej niż jeden medal olimpijski na tych igrzyskach, w tym przynajmniej jeden złoty.
| Miejsce | Zawodnik           | Państwo   | Dyscyplina            | Złoto | Srebro | Brąz | Razem |
| ------- | ------------------ | --------- | --------------------- | ----- | ------ | ---- | ----- |
| 1.      | Toni Sailer        | Austria   | narciarstwo alpejskie | 3     | –      | –    | 3     |
| 2.      | Jewgienij Griszyn  | ZSRR      | łyżwiarstwo szybkie   | 2     | –      | –    | 2     |
| 3.      | Sixten Jernberg    | Szwecja   | biegi narciarskie     | 1     | 2      | 1    | 4     |
| 4.      | Veikko Hakulinen   | Finlandia | biegi narciarskie     | 1     | 2      | –    | 3     |
| 5.      | Sigvard Ericsson   | Szwecja   | łyżwiarstwo szybkie   | 1     | 1      | –    | 2     |
| 5.      | Lubow Kozyriewa    | ZSRR      | biegi narciarskie     | 1     | 1      | –    | 2     |
| 7.      | Pawieł Kołczin     | ZSRR      | biegi narciarskie     | 1     | –      | 2    | 3     |
| 8.      | Fiodor Tierientjew | ZSRR      | biegi narciarskie     | 1     | –      | 1    | 2     |